# Гласинацкая культура

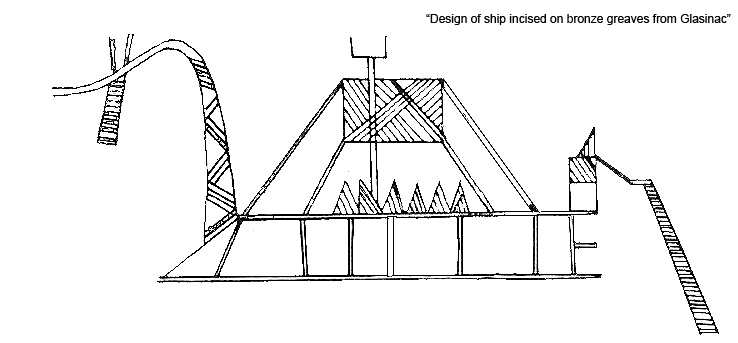
Изображение корабля с погребальной урны из Гласинаца

Гласинацкая культура, или гласинацкая группа — наиболее примечательная археологическая группа раннего века металлов на Балканах. Была распространена на востоке Боснии и Герцеговины, юго-западе Сербии, северных регионах Черногории, а также значительно повлияла на соседние области. Культура Мати в северной и центральной Албании считается южной границей гласинацкой культуры, а цетинская культура в Хорватии — её западной границей.

## Общие сведения
Название получила по плато Гласинац близ Соколаца, к востоку от Сараева.
Основной характеристикой данной культуры являются курганы, сгруппированные около укреплённых поселений с остатками стен сухой кладки, ограждающими некрополи. Наиболее ранние относятся к раннему бронзовому веку, однако наиболее многочисленные и богатые курганы относятся к гальштатскому периоду (ранний железный век).
Считается, что носителями данной культуры было иллирийское племя аутариаты.
Археологический памятник Гласинац известен с конца 19 века. Систематические исследования начались в 1886—1891 гг. на Гласинацком плато, а позднее распространились в область Прачи и Дрины; таким образом, в археологическом смысле термин «Гласинац» выходит за пределы Гласинацкого плато.
Идентифицировано около 50 укреплённых поселений и более 1200 погребальных курганов, которые собирались группами в некрополи.

## Хронология
Хронологию гласинацкой культуры составили А. Бенац и Б. Чович:
- Гласинац I — ранний бронзовый или предиллирийский период (1800—1500 г. до н. э.)
- Гласинац II — средний бронзовый или протоиллирийский период (1450—1300 г. до н. э.)
- Гласинац III — поздний бронзовый или ранний иллирийский период (1300—800 г. до н. э.)
- Гласинац IV — гальштатский период (800—500 г. до н. э.)
- Гласинац V — латенский период (500—200 г. до н. э.)

## Гласинацкая культура бронзового века
Древнейшее поселение на Гласинацком плато возникло в энеолите. Следующий период — это ранний бронзовый век (Гласинац I), когда население представляло собой кочевников-скотоводов разнородного происхождения, довольно малочисленных. С этим периодом связаны немногочисленные украплённые поселения (Градац, Градина), а также погребальные курганы со скелетными погребениями. Инвентарь составляют керамика, бронзовые кинжалы, каменные боевые топоры. Заметно влияние цетинской культуры из Хорватии и белоцерковской культуры из Сербии.
Население оставалось немногочисленным и в среднеем бронзовом веке (Гласинац II), к которому относятся 20 курганов со скелетными останками. Погребальные дары — бронзовые украшения, иглы, подвески и браслеты с мотивом рыбьего пузыря. В погребениях раннего и среднего бронзового века количество металлических предметов довольно невелико, и речь идёт в основном об изделиях, импортированных из подунавско-карпатских областей.
Следующий этап, поздний бронзовый век (Гласинац III), представляет собой отдельную культуру. Носители этой культуры населяли места, где были руины прежних поселений, численность поселений растёт. Хоронили своих умерших под курганами (чаще всего погребения были скелетными), а инвентарь представлен бронзовыми украшениями, скрипкообразными фибулами, иглами с булавообразной головкой, при этом керамика встречается редко. В позднем бронзовом веке усиливается местное производство, погребения выглядят богаче, и появляются специфические формы местного производства (бронзовые ожерелья и украшения с гравированным геометрическим орнаментом, фибулы локального типа.
Около 900 г. до н. э. впервые появляются и железные украшения, а после 800 г. до н. э. и железное оружие.

## Гласинацкая культура железного века
Кульминация культуры наступает в железном веке (Гласинац IV и Гласинац V), к которому относится большая часть укреплённых поселений и погребений. Поселения (укреплённые посёлки) размещаются на холмах и подобных местах с хорошими природными оборонительными характеристиками, и защищаются каменными стенами. Курганы большей частью сосредоточены вокруг городищ в виде некрополей или небольших групп погребений, однако иногда встречаются и вдали от поселений. Они сооружались из земли, земли с камнями, а чаще всего только из камня. Их размеры были различными: средний диаметр составлял от 8 до 10 метров, и в отличие от центральной Европы, для которой были типичны плоские могилы, эти курганы имели высоту около 1 метра, а иногда и выше. В некоторых курганах найдена только одна могила, однако нередко встречаются курганы, которые служили семейной или родовой гробницей для порядка 2000 покойников, а иногда и большего числа.

### Погребения
Начиная с середины 6 в. до н. э. всё чаще встречается кремация, а с 5 в. до н. э. она преобладает (более 60 %). Инвентарь в погребениях весьма различен, в зависимости от периода, а также от пола и социального статуса умершего. Погребения железного века содержат разнообразные ювелирные изделия из бронзы, янтаря, стекла, железа, а также серебра и золота. Также погребения содержат железное оружие (копья, мечи, боевые топоры, ножи), а в меньшем количестве и керамические сосуды. В погребениях «князей» также обнаружены различные виды оружия (обоюдоострые мечи гласинацкого типа, боевые топоры, копья, одноострые кривые мечи, наголенники, шлемы греко-иллирийского типа, каменные жезлы с бронзовыми рукоятками), а из керамических предметов обнаружены кубки, чаши с одной или двумя ручками и миски.

### Хозяйство
В этот период было распространено кочевое скотоводство, пассивная торговля, была развита обработка металла. Предполагается, что наряду с мирным хозяйством основу экономики составляли и военные походы. Было выражено социальное расслоение: выделяется слой родовой аристократии, так называемые княжеские погребения (Илияк, Брезье, Осово, Арарева Громила) содержат богатые украшения, оружие, конскую сбрую, импортную бронзовую посуду.
В железном веке возникли хорошо развитые местные мастерские по производству оружия и различных видов украшений характерного гласинацкого облика (однопетлевые и двухпетлевые фибулы, округлые пластинки для запястья, конические фибулы, браслеты из бронзовой фольги, украшенные искусным орнаментом, поясные застёжки, подвески и иглы). Небольшая часть потребностей удовлетворялась ввозом бронзовой посуды и керамики из Греции и Италии. Некоторые характерные гласинацкие объекты приобретались путём торговли с соседними регионами Балкан и Подунавья, они были обнаружены в некоторых древнегреческих святилищах (Дельфы, Олимпия и др.).